# Neftjanik-Stadion
Die Neftjanik-Stadion (russisch Нефтяник) ist ein Fußballstadion mit Leichtathletikanlage in der russischen Stadt Ufa. Es bietet Platz für 15.130 Zuschauer und ist die Heimspielstätte des Fußballvereins FK Ufa.

## Geschichte
Das Neftjanik-Stadion in Ufa, mit heutzutage etwas mehr als einer Million Einwohnern in der Region Baschkortostan im Süden Russlands gelegen und gleichzeitig Hauptstadt der Region, wurde 1967 eröffnet. Genauso wie das ebenfalls in Ufa gelegene Dynamo-Stadion wurde die Sportstätte in der Folgezeit vom örtlichen Fußballverein FC Neftjanik Ufa als Austragungsort für Heimspiele genutzt. Neftjanik Ufa spielte zu Zeiten der Sowjetunion einige Jahre in der zweithöchsten Spielklasse, schaffte den Sprung in die Wysschaja Liga. Nach dessen Errichtung 1967 spielte Neftjanik Ufa die meiste Zeit im Neftjanik-Stadion, das auch nach dem Vereins benannt wurde. Das Dynamo-Stadion hingegen war bereits 1934 eröffnet worden und verfiel mit der Zeit, ehe es 2007 einer Renovierung unterzogen wurde.
Nach der Auflösung von Neftjanik Ufa wurde 2010 mit dem FK Ufa ein Nachfolgeverein gegründet, der einen überraschend steilen Aufstieg bis in die Premjer-Liga als höchste russische Spielklasse schaffte. Nach erfolgreichen Relegationsspielen gegen Tom Tomsk gelang bereits vier Jahre nach Vereinsgründung der erstmalige Aufstieg für einen Verein aus Ufa in die höchste Liga des Landes. Dafür war das Neftjanik-Stadion allerdings zu veraltet. Es wurde vorerst geschlossen und renoviert. In der Saison 2014/15 spielte der FK Ufa daraufhin wieder im Dynamo-Stadion, das nach seiner Renovierung 2007 den Richtlinien der ersten russischen Liga mehr taugte, allerdings mit einem Fassungsvermögen von nur gut 5000 Plätzen auch sehr klein ist. 2015 wurden die Renovierungsarbeiten am Neftjanik-Stadion beendet und der FK Ufa zog wieder in dieses Stadion um. Seit 2015 bietet die Anlage Platz für 15.130 Zuschauer. Eröffnet wurde es nach der Renovierung mit einem Spiel der Premjer-Liga 2015/16, in dem FK Ufa Zenit St. Petersburg empfing. Beim 1:0-Sieg von Zenit erzielte Danny das erste Tor im neueröffneten Stadion.
Im Juni 2021 wurde das Neftjanik-Stadion nach dem Wettanbieter BetBoom in BetBoom-Arena (russisch BetBoom Арена) umbenannt. Anfang Juli 2022 wurde der Sponsoringvertrag im gegenseitigen Einvernehmen aufgelöst und das Stadion erhielt seinen alten Namen zurück.